# Гасанов, Абусупьян Магомедович
Абусупьян Магомедович Гасанов (2 февраля 1954 год, Цуриб, Чародинский район , Дагестанская АССР, РСФСР, СССР) — временно исполняющий обязанности главы администрации города Махачкалы с января по ноябрь 2018 года

## Биография
Родился 2 февраля 1954 г, в с. Цуриб Чародинского района. По национальности аварец.
В 1971 году окончил Чародинскую среднюю школу. После окончания школы работал рабочим в Чародинском ПДУ «Дагавтодора». В 1981 году окончил Московский автомобильно-дорожный институт. Кандидат экономических наук, доцент.
В январе 2018 года назначен врио мэра города Махачкала. 
В ноябре 2018 года арестован по подозрению в хищении 40 млн рублей в должности врио мэра города Махачкалы. На предварительном судебном заседании судья отпустил Абусупьяна Гасанова под домашний арест. Он признал, что превысил полномочия при проведении аукциона на выполнение дорожно-строительных работ. Абусупьян Гасанов также предложил возместить причиненный бюджету ущерб. В июле 2019 года Абусупьян Гасанов признал, что превысил полномочия при проведении аукциона на выполнение дорожно-строительных работ, и предложил возместить причиненный бюджету ущерб в размере 34 млн рублей. Процесс проходил в особом порядке и завершился в один день. Советский районный суд Махачкалы оштрафовал подсудимого на 200 тысяч рублей.
Женат, воспитывает 4-х детей.

## Трудовая деятельность
- 1982—1987 — начальник отдела эксплуатации Автобазы 1209.
- 1987—2003 — заместитель начальника Автоколонны «1209»
- 2003—2013 — генеральный директор ФГУП Автоколонны 1209.
- 2013 — начальник Управления транспорта и дорожного хозяйства Министерства транспорта Дагестана.
- 2013—2014 — Министром транспорта Дагестана.
- 2014—2018 — первый заместитель Главы Администрации Республики Дагестан.
- 2018 — временно исполняющий обязанности главы администрации города Махачкалы

## Награды и звания
- Заслуженный работник транспорта Республики Дагестан
- Почётный транспортник Российской Федерации
- Награждён почётными грамотами Минтранса Российской Федерации и Комитета по транспорту Республики Дагестан.